# Maasholm
Maasholm (dänisch Masholm, früher auch Måsholm und Maesholm) ist eine Gemeinde im Kreis Schleswig-Flensburg in Schleswig-Holstein. Die Gemeinde liegt an der Schleimündung und ist ein anerkannter Erholungs- und Ferienort. Maasholm wurde mehrmals im Rahmen des Wettbewerbs Unser Dorf hat Zukunft ausgezeichnet.

## Geografie und Verkehr

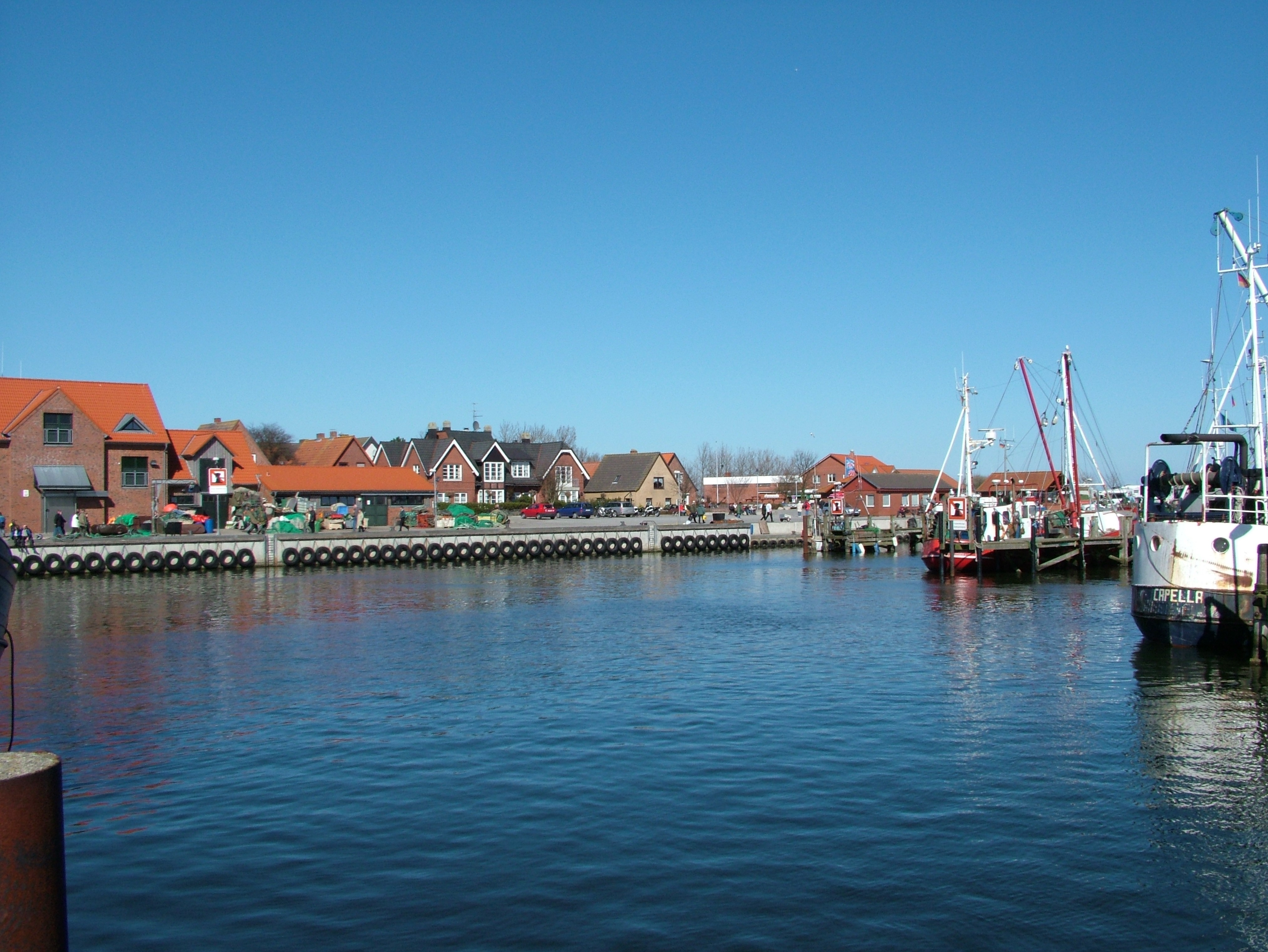
Der Hafen von Maasholm

Maasholm liegt etwa 36 km nordöstlich von Schleswig an der Bundesstraße 199. Da Maasholm ursprünglich eine Insel war, ist das Dorf heute über einen Damm zu erreichen. Zum Gemeindegebiet gehören auch Maasholm-Bad, Exhöft (dän. Eghoved, früher auch im Dt. Eckshöved), die Lotseninsel von Scheimünde, der östliche Teil von Wormshöft und das Gut Oehe (dän. Ø oder Gade).

## Geschichte
Maasholm liegt auf der Südwestspitze der früheren Insel Oehe, die zusammen mit der Lotseninsel in der damals wesentlich breiteren Schleimündung lag. An der Südseite von Oehe gab es bereits eine Wikingersiedlung. Ende des 13. Jahrhunderts befand sich auf Oehe ein Jagdgebiet des dänischen Königshauses, 1588 wurde das adlige Gut Oehe gegründet. Im 17. Jahrhundert wurde eine etwas nordöstlich des heutigen Ortskernes liegende zum Gut Oehe gehörende Siedlung angelegt, der Ortsname wurde erstmals 1649 als Maes schriftlich dokumentiert. Früher wurde der Ort schlicht Mås (zu dän. mose≈Moor, feuchte Wiese) genannt und schon 1701 nach Überflutungen in den Bereich des höher gelegenen heutigen Ortskernes verlegt. Später wurde der Ortsname um -holm für Insel erweitert.
Maasholm war nach Ende der Leibeigenschaft von Gut Oehe unabhängig geworden. Durch den Bau des Dammes am Wormshöfter Noor besteht seit 1798 eine feste Landverbindung, weitere Eindeichungen wurden vorgenommen und Oehe wurde zur Halbinsel.  In der dänischen Zeit gehörte der Ort zum Kirchspiel Kappeln (Kappel Landsogn, zuvor Kirchspiel Gelting) innerhalb der Kappelner Harde (früher Nieharde) innerhalb des Herzogtums Schleswig (Sønderjylland), nach dem Deutsch-Dänischen Krieg 1864 kam der Ort zu Preußen. War bis dahin die Haupterwerbsquelle der Maasholmer die Seefahrt, stellte man sich durch den Wegfall der Handelsbeziehungen zu Dänemark stark auf die Fischerei um, die auch heute noch den Ort prägt. Die St.-Petri-Kirche, die zudem als Gemeindesaal genutzt wird, wurde im Jahre 1952 als einer der ersten Kirchenneubauten der Nachkriegszeit in Schleswig-Holstein erbaut.

## Politik
Für das Wahlverhalten in der Vorkriegszeit berichten die Wahlforscher Rudolf Heberle und Stein Rokkan eine überraschende Beobachtung: „Ein extremes Beispiel für den Einfluß sozialer Solidarität auf den Umschwung der politischen Meinung in kleineren Gemeinden bot die Fischerinsel Maasholm. Hier erfolgte ein Umschwung von fast einstimmiger Entscheidung für die KPD zu einem fast einstimmigen Sieg der NSDAP im Jahre 1932. Die Gründe für den Radikalismus lagen in wirtschaftlichen Verhältnissen, insbesondere der Abhängigkeit der Fischer von Großhandelsgesellschaften. Dass der Umschwung von einem Extrem zum anderen fast einstimmig war, ist wohl dadurch zu erklären, dass die Bevölkerung aus ganz wenigen Verwandtschaftsgruppen bestand, die alle miteinander verschwägert waren.“
Hier brachte die Flüchtlingsbewegung der Nachkriegszeit wesentliche Veränderungen der sozialen Struktur und zusammen mit dem wirtschaftlichen Wandel seit 1945 deutliche Änderungen des politischen Verhaltens.
Seit mittlerweile über 50 Jahren stellt die SPD den Maasholmer Bürgermeister. Aktueller Bürgermeister ist Kay-Uwe Andresen, der 1998 dem heutigen Ehrenbürgermeister und Ortschronisten Horst Günter Franzen nachfolgte.

### Gemeindevertretung
Bei der Kommunalwahl am 14. Mai 2023 wurden insgesamt neun Sitze vergeben. Von diesen erhielt die SPD fünf Sitze und die CDU vier Sitze.

### Wappen
Blasonierung: „Geteilt von Silber und Blau, darauf ein gestürzter Elker in verwechselten Farben, oben begleitet von dem blauen Steuerrad eines Schiffes rechts und drei blauen, mit den Köpfen im Dreipass aneinandergestellten Fischen links.“

## Wirtschaft
Maasholm besitzt einen bedeutenden Fischereihafen (Fischereikennzeichen: MAA) und eine Fischräucherei. Der Tourismus ist für den Ort, der auch einen Sportboothafen mit Surf- und Segelschulen, Segelbootverleih, Yachthandel, Werft und Bootsmotorenservice hat, eine wichtige Einnahmequelle. Maasholm ist Ausgangspunkt für Ausflugsfahrten, das Hochseeangeln und den Themenradweg Wikinger-Friesen-Weg, der entlang der Schlei, Treene und Eider dem früheren Handelsweg der Wikinger und Friesen folgt.

## Bundeswehr
Von 1973 bis 1989 befand sich nördlich von Maasholm eine Raketenstellung der Bundesluftwaffe. Sie war Teil des Flugabwehrraketenbataillon 39, das in der Thorsberg-Kaserne (heute ein Baumarkt) in Süderbrarup stationiert war. Weitere dieser Stellungen gab es in Waabs, Sehestedt und Tolk (heute Sommerrodelbahn der Tolkschau). Nach Aufgabe der Stellung wurde das Gelände 1994 von der Gemeinde erworben und ab 1997 ein Naturerlebniszentrum (NEZ) aufgebaut, das sich mit der Geschichte der Fischerei, Meeresbiologie und Naturschutz beschäftigt.

## Rettungsstation der DGzRS

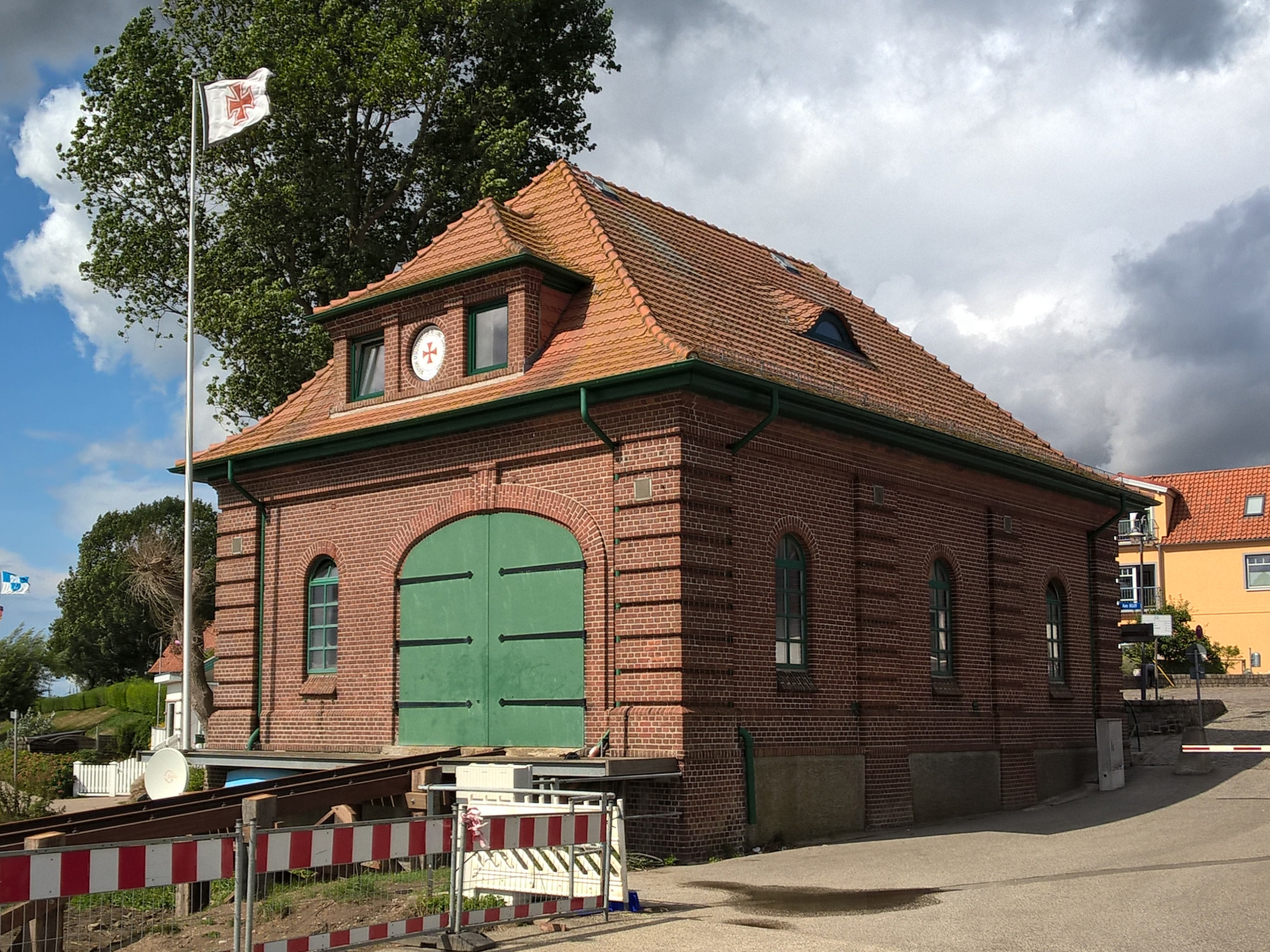
DGzRS-Station in Maasholm

Seit 1918 ist in Maasholm die Deutsche Gesellschaft zur Rettung Schiffbrüchiger (DGzRS) mit einer Rettungsstation im Fischereihafen präsent. Lange Zeit war sie eine Doppelstation für Ostsee und die Schlei. Im Jahr 2018 verlegte die DGzRS den langjährig hier liegenden Seenotkreuzer mit der fest angestellten Besatzung zur neu gegründeten Seenotrettungsstation Olpenitz. Seitdem ist Maasholm eine reine Station von Freiwilligen, die zum Einsatz das Seenotrettungsboot vor dem alten Rettungsschuppen besetzen.

## Sehenswürdigkeiten

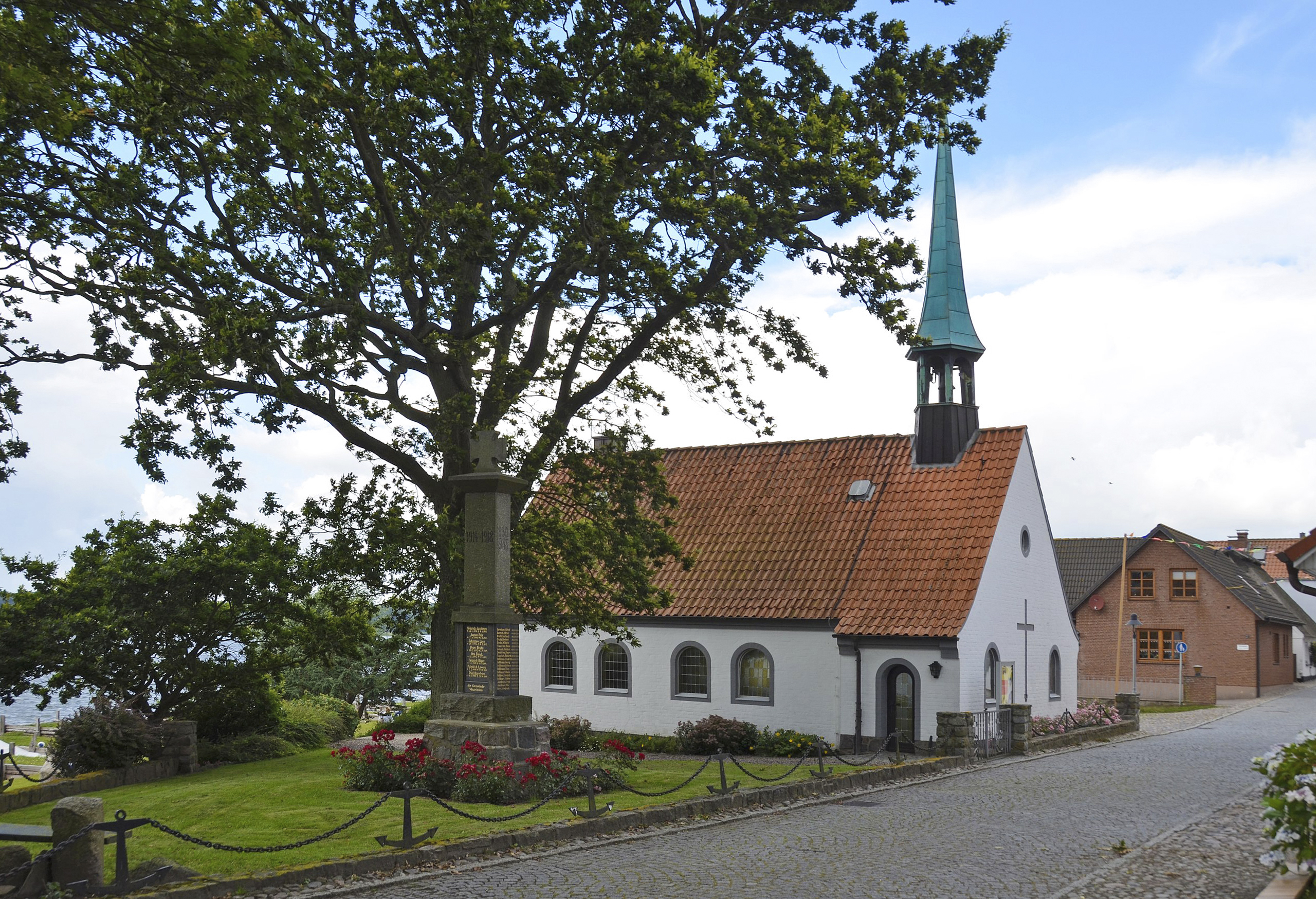
St.-Petri-Kirche

Maasholm verfügt über einen gut erhaltenen Ortskern. Als Sehenswürdigkeiten sind neben einer Vielzahl an historischen Gebäuden des traditionsreichen Seefahrer- und Fischerortes die St. Petri-Kirche, die denkmalgeschützten Kahnstellen am Rundwanderweg des Schleiufers, das Naturerlebniszentrum NEZ, die nur über das Wasser zu erreichende Lotseninsel von Schleimünde und das Gut Oehe zu nennen. Im Naturschutzgebiet Schleimündung bietet der Verein Jordsand von April bis Oktober Führungen an.
In Maasholm findet sich ein vielfältiges Angebot an Gastronomie, Kunst und Kunsthandwerk. Badestellen befinden sich an der Ost- und Westseite des Ortskernes sowie am weitläufigen Ostseestrand des Gemeindegebietes. Im Feuerwehrhaus hat die Gemeinde eine Tourismusinformation mit einer Ausstellung über die Geschichte der Maasholmer Fischerei, Geldautomat und öffentlichem Bücherschrank eingerichtet.
In der Liste der Kulturdenkmale in Maasholm stehen die in der Denkmalliste des Landes Schleswig-Holstein eingetragenen Kulturdenkmale.